# 11075 Донгофф
11075 Донгофф  (11075 Dönhoff) — астероїд головного поясу, відкритий 23 вересня 1992 року.
Тіссеранів параметр щодо Юпітера — 3,490.